# Condado de Richardson
O Condado de Richardson é um dos 93 condados do estado norte-americano de Nebraska. A sede do condado é Falls City, que é também a sua maior cidade. O condado tem uma área de 1440 km² (dos quais 8 km² se encontram cobertos por água), uma população de 9531 habitantes, e uma densidade populacional de 7 hab/km² (segundo o censo nacional de 2000). O condado foi fundado em 1855 e o seu nome é uma homenagem a William Alexander Richardson (1811-1875), que foi governador do Território do Nebraska.